# Palmeirinha (Guarapuava)
Palmeirinha é um distrito do município de Guarapuava, no Paraná.
Em 23 de janeiro de 1919 foi instalado o Distrito Judiciário de Palmeirinha, sendo seu primeiro escrivão o Srº. Izauro Carneiro de Campos e o primeiro Juiz de Paz o Srº. Arlindo Martins Ribeiro. 